# Ермінтруд Гарві
Ермінтруд Гарві (англ. Ermyntrude Harvey; 9 червня 1896 — 4 жовтня 1973) — колишня британська тенісистка.
Перемагала на турнірах Великого шолома в парному розряді.

## Фінали турнірів Великого шолома

### Парний розряд: 2 (1–1)
| Результат | Рік  | Турнір               | Покриття | Партнерка                  | Суперниці                         | Рахунок       |
| --------- | ---- | -------------------- | -------- | -------------------------- | --------------------------------- | ------------- |
| Перемога  | 1927 | Чемпіонат США        | Трава    | Кетлін Маккейн-Годфрі      | Бетті Натголл Джоан Фрай          | 6–1, 4–6, 6–4 |
| Поразка   | 1928 | Вімблдонський турнір | Трава    | Ейлін Беннетт-Віттінґстолл | Пеґґі Мічелл Фебе Голкрофт-Вотсон | 2–6, 3–6      |

### Мікст: 1 (1 поразка)
| Результат | Рік  | Турнір        | Покриття | Партнер         | Суперник і суперниця             | Рахунок  |
| --------- | ---- | ------------- | -------- | --------------- | -------------------------------- | -------- |
| Поразка   | 1925 | Чемпіонат США | Трава    | Вінсент Річардс | Кетлін Маккейн-Годфрі Джон Гоукс | 2–6, 4–6 |